# Sticktagningsspel
Sticktagningsspel är en grupp av kortspel, som kännetecknas av en speciell spelmekanism. Denna grupp omfattar majoriteten av västvärldens kortspel.
I ett typiskt sticktagningsspel spelar deltagarna i tur och ordning ut varsitt kort som tillsammans bildar ett stick. Vanligtvis gäller regeln att varje spelare om möjligt måste lägga ett kort i samma färg som det först utspelade kortet och att den spelare vinner sticket som lagt kortet med den högsta valören i denna färg, eller, i åtskilliga sticktagningsspel, den som lagt det högsta trumfkortet.
Antalet vunna stick kan vara avgörande för vinst i spelet, och så är fallet till exempel i bridge. I ett spel som femkort räknas bara det sista sticket. Ibland gäller det att i stället ta så få stick som möjligt; detta förekommer i bland annat vira. I många spel räknas inte själva sticken, utan bara vissa i sticken ingående specifika kort, vilka kan vara poänggivande (exempelvis i seven up) eller rendera minuspoäng (som i hjärter).
Kortspelstermen stick är känd i svenskan sedan 1500-talet.